# Петер Адольф Карстен
Петтер Адольф Карстен (фін. Petter Adolf Karsten; 16 лютого 1834 — 22 березня 1917) — фінський міколог, провідний знавець грибів Фінляндії свого часу, знаний як «батько фінської мікології».
Карстен народився в селищі Мерімаску поблизу Турку. Навчався в Гельсінському університеті, а потім переїхав у комуну Таммела, де більшу частину свого життя провів, викладаючи ботаніку на сільськогосподарському факультеті Університету прикладних наук HAMK).
Він зібрав величезну колекцію як власними зусиллями, так і зусиллями своїх студентів, і назвав близько 200 нових родів та 2000 нових видів. У своїх мікологічних дослідженнях він широко використовував мікроскоп і його можна вважати піонером цього методу вивчення грибів. На його честь названо мікологічний журнал Karstenia, що видається Фінським мікологічним товариством.
Стандартну авторську абревіатуру P.Karst. використовують для позначення цієї особи як автора при цитуванні ботанічної назви.